# Yang Chengfu
Pour les articles homonymes, voir Yáng (楊).
Yang Chengfu ou Yang Ch'eng-fu (chinois : 楊澄甫 ; chinois traditionnel : 楊澄甫 ; pinyin : yáng chéngfǔ ; Wade : yang²-ch’êng²-fu³, 1883-1936) est l'un des plus célèbres maîtres de Tai-chi-chuan de style Yang. Il est notamment connu pour avoir enseigné à de nombreux élèves et avoir ainsi fait connaître le Tai-chi-chuan à un vaste public, au-delà du cadre restreint de la famille Yang dans lequel il était auparavant confiné.

## Biographie
Yang Chengfu est le fils de Yang Chien-hou et le petit-fils de Yang Luchan, fondateur du style Yang. Avec son frère aîné Yang Shao-hou (楊少侯) et ses collègues Wu Jianquan (吳鑑泉) et Sun Lutang (孫錄堂), il fut parmi les premiers à enseigner le Tai chi chuan, ou Taijiquan, au grand public à l'Institut de Recherche en Éducation Physique de Pékin entre 1914 et 1928.
Yang Chengfu est l'auteur de deux livres : Application methods of Taijiquan, publié en 1931, et L'Essence du Taijiquan. Les principes du taïchi-chuan et de ses applications, publié en 1934,. Ce second livre a été traduit en anglais en 2005 par Louis Swaim, puis en français par Serge Mairet (à partir de l'anglais) en 2012.

## Élèves et successeurs
Ses nombreux successeurs et leurs propres élèves ont contribué à répandre le style à travers le monde. Parmi les plus renommés, on peut citer (entre autres) Tung Ying-chieh (Dong Yingjie, 董英杰; 1898–1961), Chen Weiming, Fu Zhongwen (Fu Chung-wen, 1903–1994), Li Yaxuan (李雅轩; 1894–1976) et Cheng Man-ch'ing. Chacun d'eux a consacré sa vie à enseigner et ils ont fondé des écoles qui sont encore actives de nos jours et comptent des milliers de membres.
Ses propres enfants ont également continué à transmettre le style de la famille Yang et à en faire le style le plus pratiqué au monde aujourd'hui. Il s'agit de Yang Zhenming (1910–1985), son fils aîné (aussi connu comme Yang Shaozhong, Yang Shao-Chung, Yeung Shao-Chung; 楊守中), qui a enseigné le style à Hong Kong, de Yang Zhenji (né en 1921), Yang Zhenduo (楊振鐸;1926-2020), qui vivait dans la province de Shanxi, et de Yang Zhen Guo, né en 1928, et vivant à Handan dans la province de Hebei.

## Photos

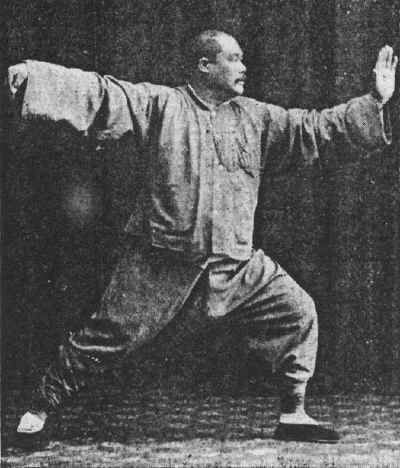
YCF effectuant un simple fouet
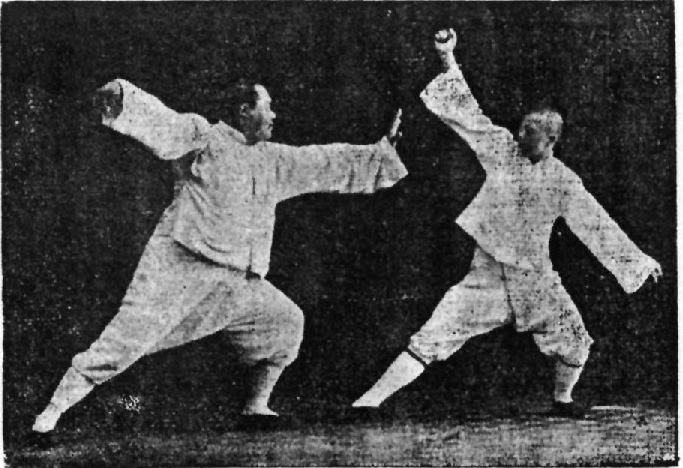
Application du simple fouet